# 大口真銀漢魚
大口真銀漢魚（学名：Atherina lopeziana）為輻鰭魚綱銀漢魚目銀漢魚科的其中一種，分布於東大西洋幾內亞灣海域，體長可達8公分，為亞熱帶魚類，主要棲息在沿岸淺水域，生活習性不明。